# Roberto Donati
Roberto Donati (* 15. März 1983 in Rieti) ist ein italienischer Sprinter.
Zu Beginn seiner Karriere trat Donati zumeist im 400-Meter-Hürdenlauf an, bevor er ab 2007 sich auf die kürzeren Flachstrecken spezialisierte. 2009 wurde er Italienischer Meister im 200-Meter-Lauf und daraufhin für die Weltmeisterschaften in Berlin nominiert. Dort erreichte er mit der italienischen 4-mal-100-Meter-Staffel den sechsten Platz.
Seinen bis dahin bedeutendsten Erfolg feierte Donati bei den Leichtathletik-Europameisterschaften 2010 in Barcelona mit dem Gewinn der Silbermedaille in der 4-mal-100-Meter-Staffel hinter der französischen und vor der deutschen Mannschaft. Dabei stellte die italienische Stafette in der Besetzung Roberto Donati, Simone Collio, Emanuele Di Gregorio und Maurizio Checcucci mit einer Zeit von 38,17 s einen nationalen Rekord auf.
Roberto Donati startet als Sportsoldat für das Centro Sportivo Esercito, das Sportförderzentrum des Heeres. Sein älterer Bruder Massimiliano ist ebenfalls als Sprinter erfolgreich.

## Bestleistungen
- 100 m: 10,38 s, 1. September 2009, Rovereto
- 200 m: 20,89 s, 29. August 2010, Rieti
- 400 m Hürden: 51,45 s, 28. August 2005, Rieti
- 60 m (Halle): 6,63 s, 15. Februar 2009, Karlsruhe